# Wilhelm Gutmann
Wilhelm Isak Wolf rytíř von Gutmann (13. srpna 1826, Lipník nad Bečvou – 17. května 1895, Vídeň) byl moravský a rakouský podnikatel a průmyslník židovského původu.

## Začátky
Wilhelm Gutmann pocházel z významné rodiny lipnických Židů, kam se jeho děd přestěhoval z Kolína. Jeho otec obchodoval s textilem. Wilhelm studoval teologii v Uhrách, která ho však příliš nezajímala, a tak začal působit nejprve jako vychovatel a později jako vedoucí administrativní pracovník na statku s pivovarem u svého vzdáleného příbuzného. Pak se osamostatnil a začal obchodovat s obilím, příliš se mu však nedařilo. Vše se zlepšilo, až začal obchodovat se sádrou. Později přidal i uhlí, díky kterému zbohatl.

## Obchod suhlím
Uhlí dovážel Wilhelm do Rakouska z Horního Slezska. Zdejší uhlí bylo levnější než domácí uhlí, a proto ho začali hojně odebírat domácí firmy i drobní odběratelé. Prodej uhlí probíhal komisním způsobem. Od roku 1856 začal prodávat uhlí z dolů společnosti Severní dráhy císaře Ferdinanda a později i od dalších těžařů ostravsko-karvinského revíru. S Wilhelmem začal podnikat i jeho mladší bratr David (1834–1912). Později jejich firma „Gebrüder Gutmann“ zakoupila vlastní doly v Horním Slezsku. Uhlí v nich těžené začala pro jeho kvalitu distribuovat po celé monarchii domácnostem. Firma si zakládala na kvalitě svých služeb: odběrateli bylo objednané zboží doručeno do 24 hodin. Firma později také začala distribuovat uhlí vytěžené v uherském Banátu. V šedesátých letech pak bratři Gutmannové natolik zbohatli, že začali investovat do řady jiných průmyslových odvětví.
Úspěchů dosáhlo jejich konsorcium s dalším důlním podnikatelem Ignácem Vondráčkem, společně založili např. společnost Kamenouhelné doly Orlová-Lazy (1867) či Těžířstvo Žofiina jáma v Porubě (1871, Orlová). Podnikatelsky úzce spolupracovali s představiteli bankovní rodiny Rothschildů. Výsledkem jejich kooperace bylo založení Společnosti spojených vítkovických kamenouhelných dolů roku 1871, v němž byly majetkové podíly rozděleny 2 : 3 ve prospěch Gutmannů, a o dva roky později (1873) Vítkovického horního a hutního těžířstva. Do druhého z podniků byly začleněny i Vítkovické železárny. 
Wilhelm stál také u založení „Spolku rakouských průmyslníků v hornictví, hutnictví a strojírenství“, který hájil zájmy podnikatelů z těchto oborů.
V roce 1878 pak byli Wilhelm a jeho bratr povýšeni za zásluhy o rozvoj průmyslu do rytířského stavu. Na počátku devadesátých let firma bratří Gutmannů zaměstnávala kolem 50 000 zaměstnanců.

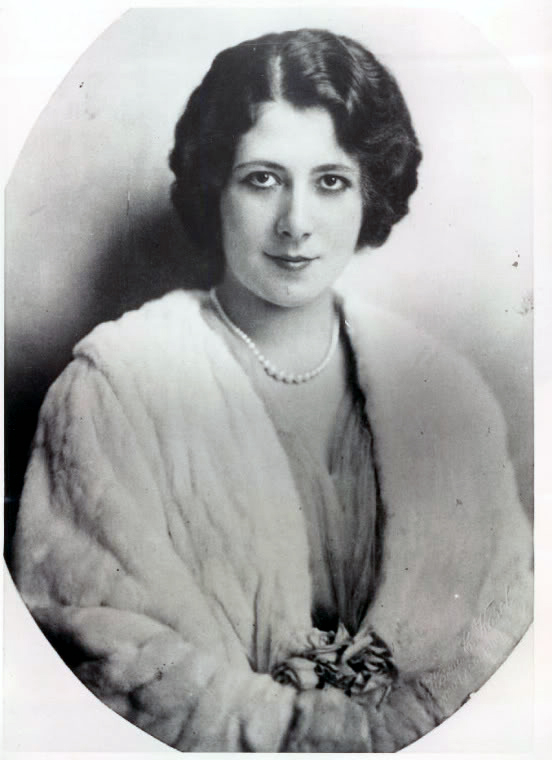
Dcera Elsa, sňatkem s knížetem Františkem I. se stala kněžnou z Lichtenštejna (foto z roku 1910).

Jeho dcera Elsa se roku 1929 provdala za liechtenštejnského knížete Františka I. a stala se tak 13. kněžnou z Lichtenštejna.

## Charitativní a ostatní činnost
Wilhelm podporoval řadu charitativních podniků. Mimo jiné spoluzaložil židovské učiliště, sám pak založil dětskou nemocnici ve Vídni, ústav pro přestárlé v Lipníku atd.
V letech 1891–1892 byl předsedou Vídeňské izraelitské kulturní obce (Wiener Israelitische Kultusgemeinde).